# Світова лінія
Світова лінія — фізичний термін, що визначає унікальний шлях об'єкта через 4-вимірний просторово-часовий континуум. Поняття «світова лінія» відрізняється від поняття «орбіта» або «траєкторія» (таких як орбіта планети у просторі або траєкторія вантажівки на дорожній мапі) наявністю часового виміру і зазвичай охоплює велику площу в просторово-часовому континуумі в якому сприйняття прямих шляхів перераховуються для того, щоб показати їх (відносно) більш абсолютні положення — пояснюючи природу спеціальної теорії відносності та гравітаційні взаємодії. Поняття світових ліній у фізиці було введено Ейнштейном. На сьогодні цей термін найчастіше застосовується в теорії відносності (тобто, загальна теорія відносності та спеціальна теорія відносності).
У широкому тлумаченні термін світова лінія застосовується для представлення будь-якої послідовності подій. Його використання не обмежується якою-небудь конкретною теорією. Таким чином, загалом, термін світова лінія може означати послідовність особистих людських подій (із зазначенням часу й місця, як вимірів), що відмічає собою історію людини — можливо починаючи з часу і місця її народження і до її смерті. Бортовий журнал судна є описом світової лінії судна, якщо він містить мітки часу, що відповідають кожному положенню. Світова лінія дозволяє розрахувати швидкість судна, враховуючи відстані за метрикою, що відповідає криволінійній поверхні Землі.